# コルネリス・ファン・デル・ミューレン
コルネリス・ファン・デル・ミューレン（Cornelis van der Meulen または Cornelis Vermeulen、1642年9月5日（洗礼日）  - 1692年1月5日（葬礼日））は、オランダ生まれの画家である。オランダで修行した後、1678年からスウェーデンのストックホルムで働き、宮廷画家も務めた 。静物画や風景画などを描いた。

## 略歴
ドルトレヒトで生まれた。父親は織物商人で、1650年代の終わりに、風俗画などを描いた画家で、レンブラントの弟子であったドルトレヒトの画家、サミュエル・ファン・ホーホストラーテン(1627-1678) の弟子になった。ファン・ホーホストラーテンの影響を受けて「トロンプ・ルイユ」と呼ばれる静物画を描くようになった。
ファン・デル・ミューレンが描いたヴァニタスに、ローマで働いたフランドルの彫刻家、フランソワ・デュケノアが作った聖女スザンナの像だと思われる彫像gz描かれていることから、ローマで修行した期間があったとも考えられている。
1678年の初めに、スウェーデンのストックホルムに移っていて、翌年にはストックホルムの画家組合に登録された記録がある。
セーデルマンランド(Sodermanland)のエリクスベリ城(Ericsbergs slott)の装飾のために、楽器が描かれた静物画やヴァニタスを描いた。1683年には建築中のスウェーデン王室の居城、ドロットニングホルム宮殿の装飾にも参加した。
1691年か1692年にストックホルムで亡くなり、1692年1月5日に葬儀が行われた。
ファン・デル・ミューレン作とされる作品で残されているものは多くなく、殆どはスウェーデンの美術館などにある。絵を学んだファン・ホーホストラーテンは「トロンプ・ルイユ」と呼ばれる現実と錯覚させることを意図して、リアルに描いた静物画を描いた最初期の画家のひとりで、ファン・デル・ミューレンも、板に固定された画家の道具や、手紙などを描いた「トロンプ・ルイユ」の作品を描いた。
頭蓋骨などを描き、人生のはかなさを象徴する「ヴァニタス」と呼ばれる静物画を描き、カール11世(1655-1697)の夭折したグスタフ王子の胸像と頭蓋骨を配した作品や聖女スザンナの像を配した作品などのヴァニタスを描いた。

## 作品

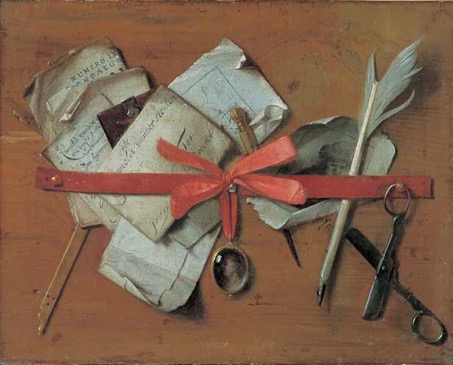
レター・ラックを描いたトロンプ・ルイユ (c.1676) Royal Collections Sweden
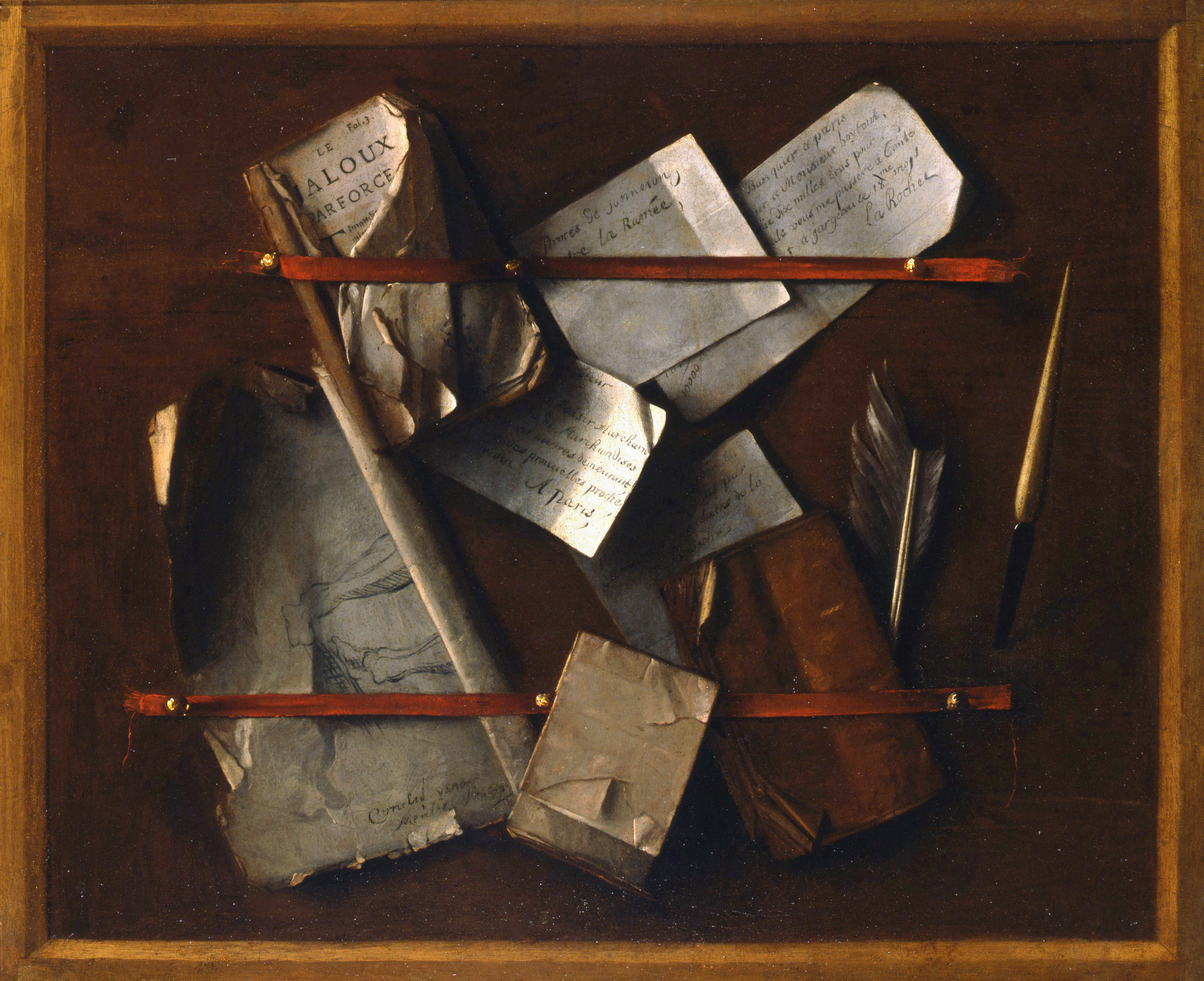
トロンプ・ルイユ　(1673) ドルトレヒト美術館
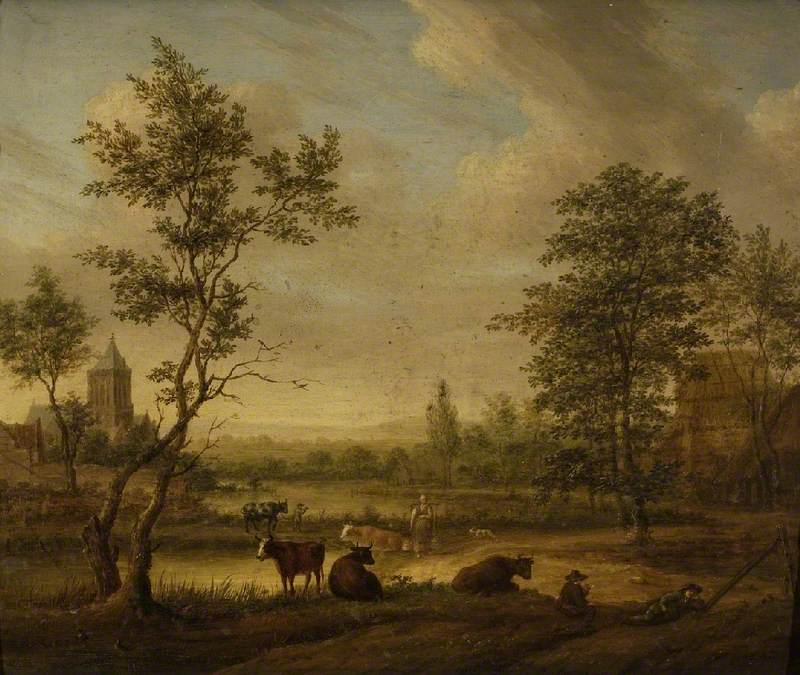
風景画　(1771) フィッツウィリアム美術館

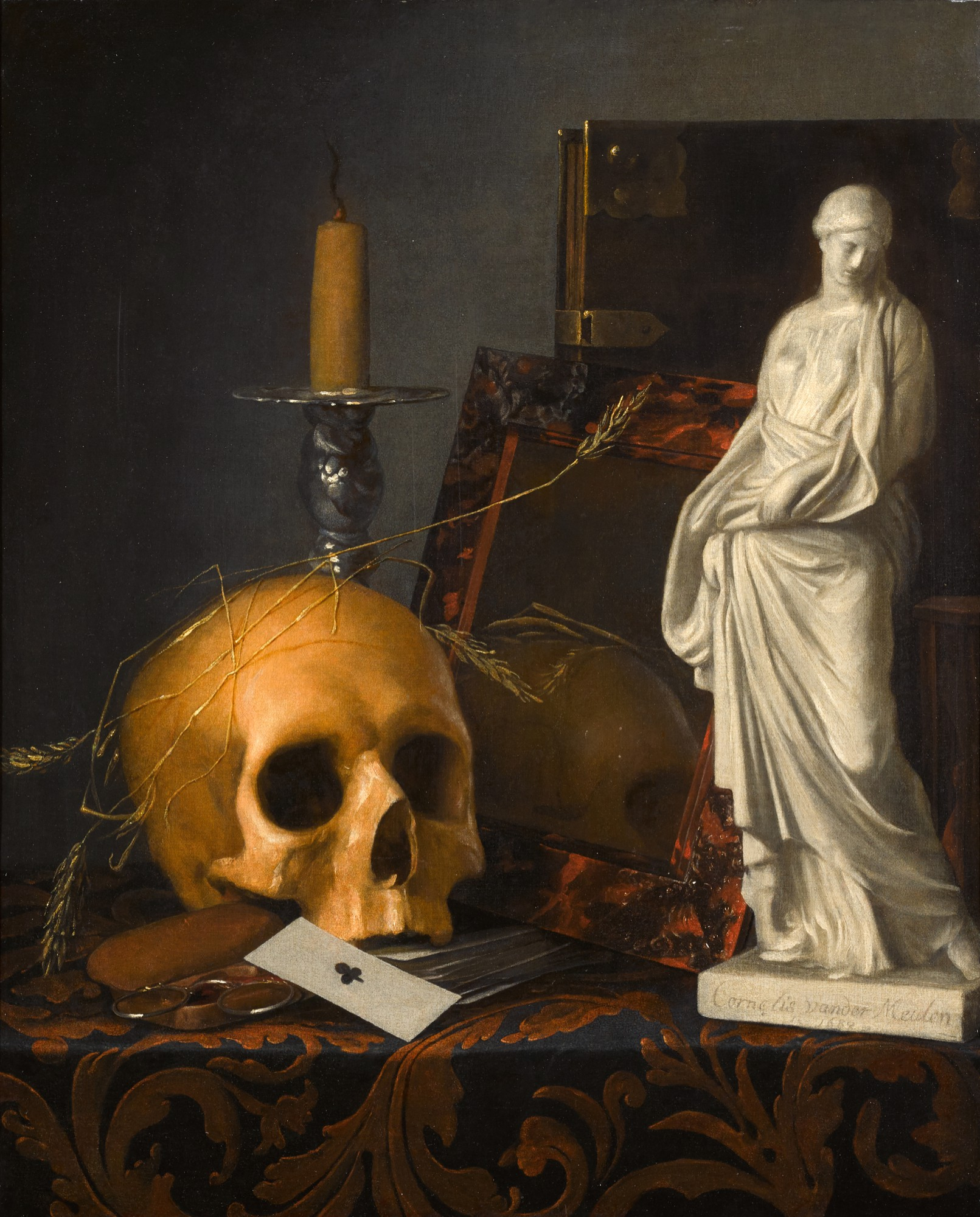
聖女スザンナの像などのあるヴァニタス (1688)
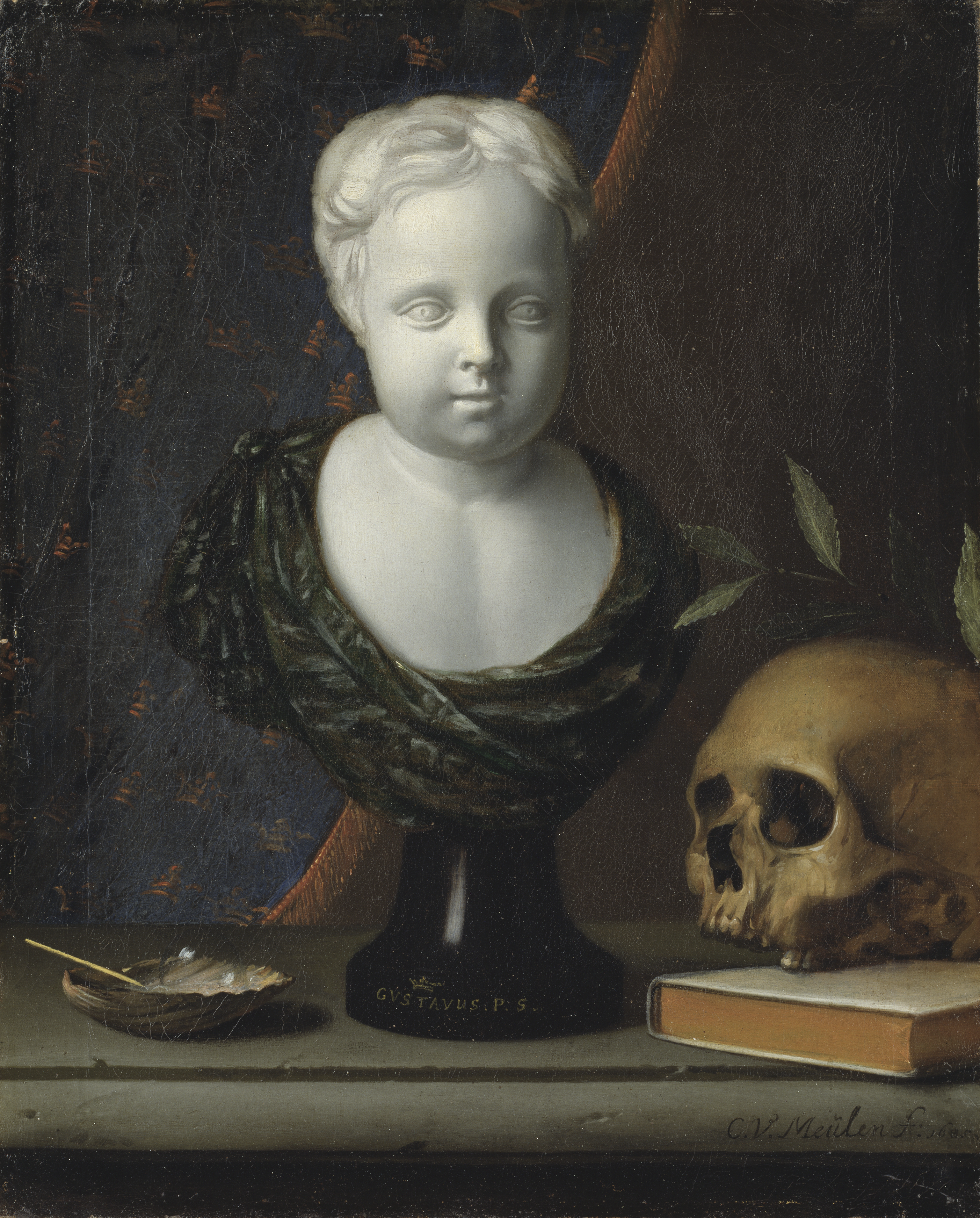
グスタフ王子の胸像のあるヴァニタス　(1686) スウェーデン国立美術館
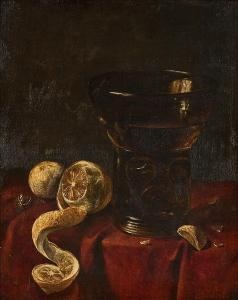
オレンジのあるヴァニタス